# Стоян Георгиев (политик)
Вижте пояснителната страница за други личности с името Стоян Георгиев.
Стоян Иванов Георгиев е български инженер и политик от „Продължаваме промяната“. Народен представител в XLVII народно събрание.

## Биография
Стоян Георгиев е роден на 3 април 1959 г. в град Силистра, Народна република България. Завършва ВНВВУ „Георги Бенковски“ в Долна Митрополия със специалност „Летец-пилот за БГА“. През 2001 г. завършва специалност „Индустриален мениджмънт“ в Технически университет – Варна.
Той започва кариерата си на професионален летец през 1981 г. в селскостопанска авиация. 14 години по-късно създава една от първите авиационни фирми за селскостопанска авиация в България. През 2005 г. Стоян стартира учебен център за обучение на професионални и любители пилоти.
На парламентарните избори през ноември 2021 г. като кандидат за народен представител е водач в листата на „Продължаваме промяната“ за 20 МИР Силистра, откъдето е избран.